# Бабашов, Зия Камал оглы
Зия Камал оглы Бабашов (азерб. Ziya Kamal oğlu Babaşov; род. 6 января 2002, Джалилабадский район) — азербайджанский борец греко-римского стиля, выступающий в весовой категории до 63 кг. Трёхкратный чемпион Азербайджана среди взрослых (2022, 2023, 2024), чемпион Европы среди спортсменов до 23 лет (2024), серебряный призёр чемпионата Европы среди спортсменов до 23 лет (2022, 2025).

## Биография
Зия Камал оглы Бабашов родился 6 января 2002 года в Джалильабадском районе Азербайджана.
В августе 2019 года Бабашов занял второе место на чемпионате мира по борьбе среди спортсменов до 18 лет в Софии. В декабре этого же года занял третье место на чемпионате Азербайджана среди взрослых.
В марте 2022 года Бабашов взял серебро на чемпионате Европы среди спортсменов до 23 лет, который проходил в болгарском городе Пловдиве. В финале Зия уступил грузинскому борцу Гиоргию Шотадзе.
В декабре 2022 года стал чемпионом Азербайджана среди взрослых, выступая за Центральный спортивный клуб Министерства обороны Азербайджана.
В декабре 2023 года Бабашов, выступая за клуб «Нефтчи» и Джалильабадский район, выиграл чемпионат Азербайджана среди взрослых, одолев в финале весовой категории до 63 кг своего одноклубника Нихата Мамедли.
В мае 2024 года Зия Бабашов выиграл чемпионат Европы среди спортсменов до 23 лет в Баку.
В декабре 2024 года завоевал золото на чемпионате Азербайджана по борьбе.
13 марта 2025 года выиграл серебро на чемпионате Европы по борьбе среди спортсменов до 23 лет, прошедшем в Тиране (Албания).